# Pavel Maslák
Pavel Maslák (Havířov, 21 februari 1991) is een Tsjechische voormalige sprinter, die zijn grootste successen behaalde op de 400 m en in mindere mate de 200 m. Hij werd op de 400 m Europees indoor- en outdoorkampioen, evenals wereldindoorkampioen. Hij nam driemaal deel aan de Olympische Spelen. Maslák is indoor en outdoor Tsjechisch recordhouder op de 200 en 400 m en de 4 × 400 m estafette. Maslák was een opvallende verschijning bij wedstrijden, doordat hij lange armwarmers droeg. Hij deed dit naar eigen zeggen om herinnerd te worden.

## Biografie

### Jeugd
Pavel Maslák werd geboren in de Tsjechische stad Havířov. Geen van zijn ouders deed aan atletiek; zijn vader was een basketballer en zijn moeder een turnster. Desondanks was atletiek de eerste sport die Maslák als basisschoolleerling beoefende en dat bleek een succes. Maslák bleek al op jonge leeftijd talentvol. Zo mocht de atleet op zestienjarige leeftijd deelnemen aan de wereldkampioenschappen voor B-junioren van 2007. Hij deed mee aan de 400 m, maar kwam niet door de series heen. Hij zat bij dit kampioenschap ook in het Tsjechische team van de Zweedse estafette, maar het team werd gediskwalificeerd.
Hetzelfde jaar werd Maslák uitgezonden naar de Europese juniorenkampioenschappen in het Fanny Blankers-Koen Stadion in Hengelo voor de 4 x 400 m estafette. Het team haalde de finale niet.
In 2008 verbeterde Maslák het nationaal record voor B-junioren op de 400 m tot 47,60 s. Ook in dat jaar zat hij in de afvaardiging naar een juniorentoernooi, ditmaal de wereldkampioenschappen voor junioren. Ditmaal deed Maslák, die op dat moment nog niet had besloten wat zijn sterkste afstand moest worden, individueel mee aan de 100 m. Hij strandde in de series met een tijd van 10,75.

### 200 meterloper
De Europese juniorenkampioenschappen van 2009 werden een succesvol toernooi voor Maslák. Individueel nam hij ditmaal deel aan de 200 m, waarop hij in de halve finales voor het eerst onder de 21 seconden liep (20,95), wat een nationaal juniorenrecord was en waarmee hij zich kwalificeerde voor de finale. In die finale, waar een minder gunstige wind was, liep hij 21,19 en eindigde hij als vijfde. Maslák liep, samen met de rest van het estafetteteam, ook in de series van de 4 x 100 m een nationaal juniorenrecord, 40,15. In de finale konden ze nog harder gaan en liepen ze 39,57, waarmee ze als tweede eindigden.
In 2010 besloot Maslák zijn oude vereniging AC Havířov Club te verlaten en te verhuizen naar de stad Praag en de vereniging TJ Dukla Praha, omdat daar betere faciliteiten waren. Dit leidde niet direct tot betere prestaties: op zijn hoofdafstand van dat moment, de 200 m, verbeterde hij zich dat jaar niet. Op de 400 m daarentegen verbeterde hij zich wel tot 46,89, één honderdste van een seconde boven het Tsjechisch juniorenrecord. Bij de WK voor junioren van dat jaar in Moncton bereikte Maslák de finale op de 200 m. Hij werd in die finale zevende in 21,13. De 4 x 100 m estafetteploeg, met Maslák als tweede loper, bereikte de finish niet in de series.
In het eerste seniorenjaar van Pavel Maslák nam de Tsjechische sprinter zowel deel aan de 200 m als de 400 m bij de Europese kampioenschappen U23. Op de 400 m strandde hij in de series. Op de kortere afstand behaalde hij zijn eerste individuele internationale medaille: hij werd derde in 20,67. Deze tijd was snel genoeg voor kwalificatie voor de wereldkampioenschappen van Daegu. Hij liep daar in de series een persoonlijk record (20,63) en kwalificeerde zich voor de halve finales, waarin hij uitgeschakeld werd.

### Overstap naar de 400 m
Na de wereldkampioenschappen van 2011 besloten Pavel Maslák en zijn coach Dalibor Kupka om de overstap te maken naar de 400 m, omdat het bij die afstand makkelijker voor Maslák zou zijn om door te breken. Dit bleek een goede beslissing. Maslák verbeterde in 2012 het 33-jarige Tsjechische indoorrecord van Karel Kolář op de 400 m. Ook bereikte hij de finale van de WK indoor in Istanboel, waar hij vijfde werd in 46,19. Tijdens het baanseizoen van 2012, waarin hij zijn outdoorrecord aanscherpte van 46,89 naar 44,91, veroverde Maslák zijn eerste internationale titel: Europees kampioen. Hij deed dit door tijdens het toernooi, waar enkele topatleten zoals Kevin en Jonathan Borlée ontbraken in verband met de Olympische Spelen van Londen, in de finale een tijd te lopen van 45,24. Tijdens de Olympische Spelen, waar de afvaardigingen wel op volle sterkte waren, kwam Maslák door de series, maar in zijn halve finale eindigde hij als vijfde in 45,15 en bereikte daarmee de finale niet. Hij kwam ook uit op de 200 m. Daar eindigde zijn strijd in de series.
Maslák werd door zijn prestaties uit 2012 verkozen tot Europees talent van het jaar door de European Athletic Association.

### Records en indoortitels

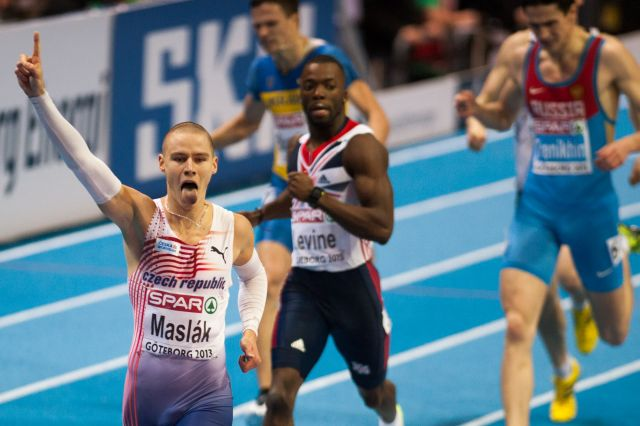
Maslák wint de 400 m bij de EK indoor in Göteborg in 2013.

Tijdens het indoorseizoen van 2013 scherpte Maslák in de finale van de Europese indoorkampioenschappen van Göteborg zijn nationaal record aan tot 45,66, waarmee hij met ruim een halve seconde voorsprong op de nummer twee Nigel Levine won. Een tweede medaille veroverde hij samen met ploeggenoten Daniel Němeček, Josef Prorok en Petr Lichý op de 4 x 400 m estafette. Het team werd derde in 3.07,53.
Tijdens het baanseizoen liep Maslák in aanloop naar de WK van Moskou de 200 m bij de Europese kampioenschappen voor neo-senioren (U23). Hij koos voor de 200 m om aan zijn snelheid te werken. Uiteindelijk werd Maslák in de finale net zoals in 2011 derde, ditmaal in 20,49, wat één honderdste van een seconde sneller was dan zijn doeltijd en tevens een nationaal record. Na deze geslaagde test gingen ook de wereldkampioenschappen goed. Hij bereikte, in tegenstelling tot de Olympische Spelen van Londen, de finale. In die finale liep hij zich met een tijd van 44,91 naar een vijfde plaats.
Pavel Maslák bewees in februari 2014 in goede vorm te zijn door op zowel de 300 m als de 500 m, beide incourante afstanden, officieuze Europese records te lopen. Op de eerste afstand liep hij in de Topsporthal Vlaanderen 32,15. Op de 500 m snelde hij in zijn woonplaats Praag naar 1.00,36. Op de 200 m liep Maslák een Tsjechisch record (20,52). Hetzelfde deed hij in de finale van de WK indoor in Sopot op de 400 m. De 45,24 was goed genoeg om de nummer twee Chris Brown achter zich te laten, waardoor Maslák de mondiale indoortitel veroverde.

### Blessure

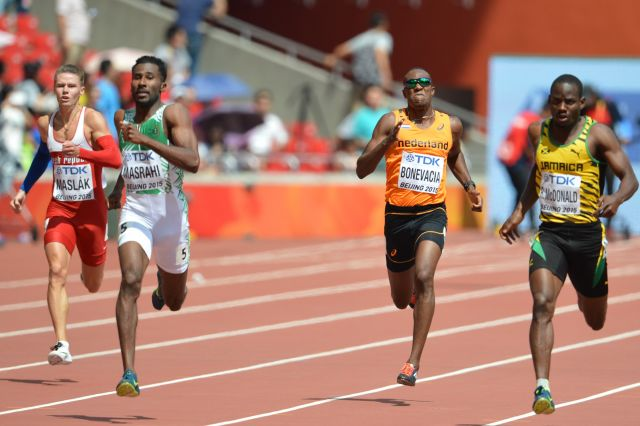
Maslák (links) tijdens de series van de WK in Peking.

Al snel na de overwinning liep het verkeerd voor Maslák. Nadat hij al vroeg in het baanseizoen van 2014 zijn persoonlijk record op de 400 m verbeterde tot 44,79 bij de Qatar Athletic Super Grand Prix, blesseerde hij zich eind mei aan zijn hamstrings. Uiteindelijk gaf zijn manager, Alfonz Juck, in juli aan dat Maslák zijn wedstrijdseizoen moest beëindigen en dus niet mee kon doen aan de EK in Zürich.
Maslák was bij de Europese indoorkampioenschappen van 2015 weer in topvorm. Hij won in zijn thuisland voor de tweede keer de titel op de 400 m. Hij deed dit in een kampioenschapsrecord van 45,33 s. Ook liep hij als slotloper het Tsjechische team naar een derde plek op de 4 x 400 m in een nationaal indoorrecord van 3.04,09.
Maslák was minder succesvol bij de wereldkampioenschappen 2015. Hij liep in de series 45,16 s, wat slechts goed was voor een zesde plaats in de serie die achteraf gezien het snelst bleek te zijn. Deze tijd was uiteindelijk de 22e tijd van het veld en niet genoeg om door te gaan naar de halve finales.

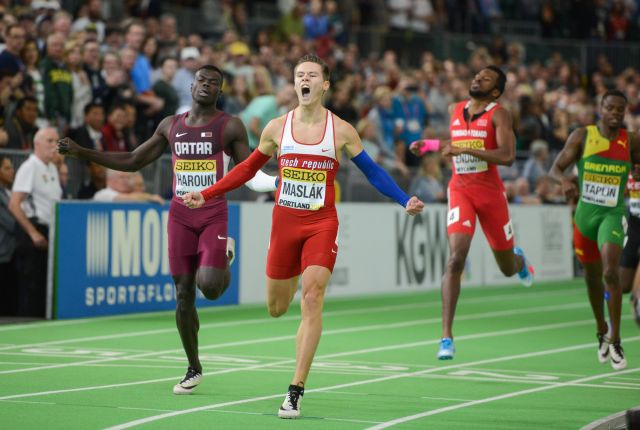
Maslák verovert de mondiale indoortitel op de 400 m in 2016.

### 2016
Zijn volgende mondiale kampioenschap, de WK indoor van 2016 bleken succesvoller. Maslák verdedigde zijn titel met succes door in de finale 45,44 s te lopen. Op de Olympische Spelen in Rio de Janeiro nam hij deel aan de 400 m. In een tijd van 45,06 s eindigde hij op de derde plaats in de tweede halve finale. Zijn tijd was echter niet goed genoeg voor een plaats in de finale.

### Einde atletiekloopbaan
In oktober 2024 kondigde Maslák het einde van zijn atletiekloopbaan aan.

## Titels
- Wereldindoorkampioen 400 m - 2014, 2016, 2018
- Europees kampioen 400 m - 2012
- Europees indoorkampioen 400 m - 2013, 2015, 2017
- Tsjechisch kampioen 100 m - 2011
- Tsjechisch kampioen 200 m - 2012, 2013, 2015, 2017, 2019
- Tsjechisch kampioen 400 m - 2018
- Tsjechisch kampioen 4 × 100 m - 2011
- Tsjechisch kampioen 4 × 400 m - 2012
- Tsjechisch indoorkampioen 60 m - 2014
- Tsjechisch indoorkampioen 200 m - 2011, 2014, 2016,[6] 2017, 2018, 2021
- Tsjechisch indoorkampioen 400 m - 2015, 2020
- Tsjechisch indoorkampioen 4 × 200 m - 2020

## Persoonlijke records
Outdoor
| Onderdeel | Prestatie    | Datum           | Plaats  |
| --------- | ------------ | --------------- | ------- |
| 100 m     | 10,36 s      | 15 juni 2013    | Tábor   |
| 200 m     | 20,49 s (NR) | 13 juli 2013    | Tampere |
| 300 m     | 32,34 s      | 28 mei 2013     | Turnov  |
| 400 m     | 44,79 s (NR) | 9 mei 2014      | Doha    |
| 500 m     | 1.00,35      | 3 augustus 2013 | Cheb    |

Indoor
| Onderdeel | Prestatie    | Datum            | Plaats |
| --------- | ------------ | ---------------- | ------ |
| 60 m      | 6,65 s       | 15 februari 2014 | Praag  |
| 200 m     | 20,52 s (NR) | 16 februari 2014 | Praag  |
| 300 m     | 32,15 s      | 9 februari 2014  | Gent   |
| 400 m     | 45,24 s (NR) | 8 maart 2014     | Sopot  |
| 500 m     | 1.00,36      | 25 februari 2014 | Praag  |

## Prestatieontwikkeling

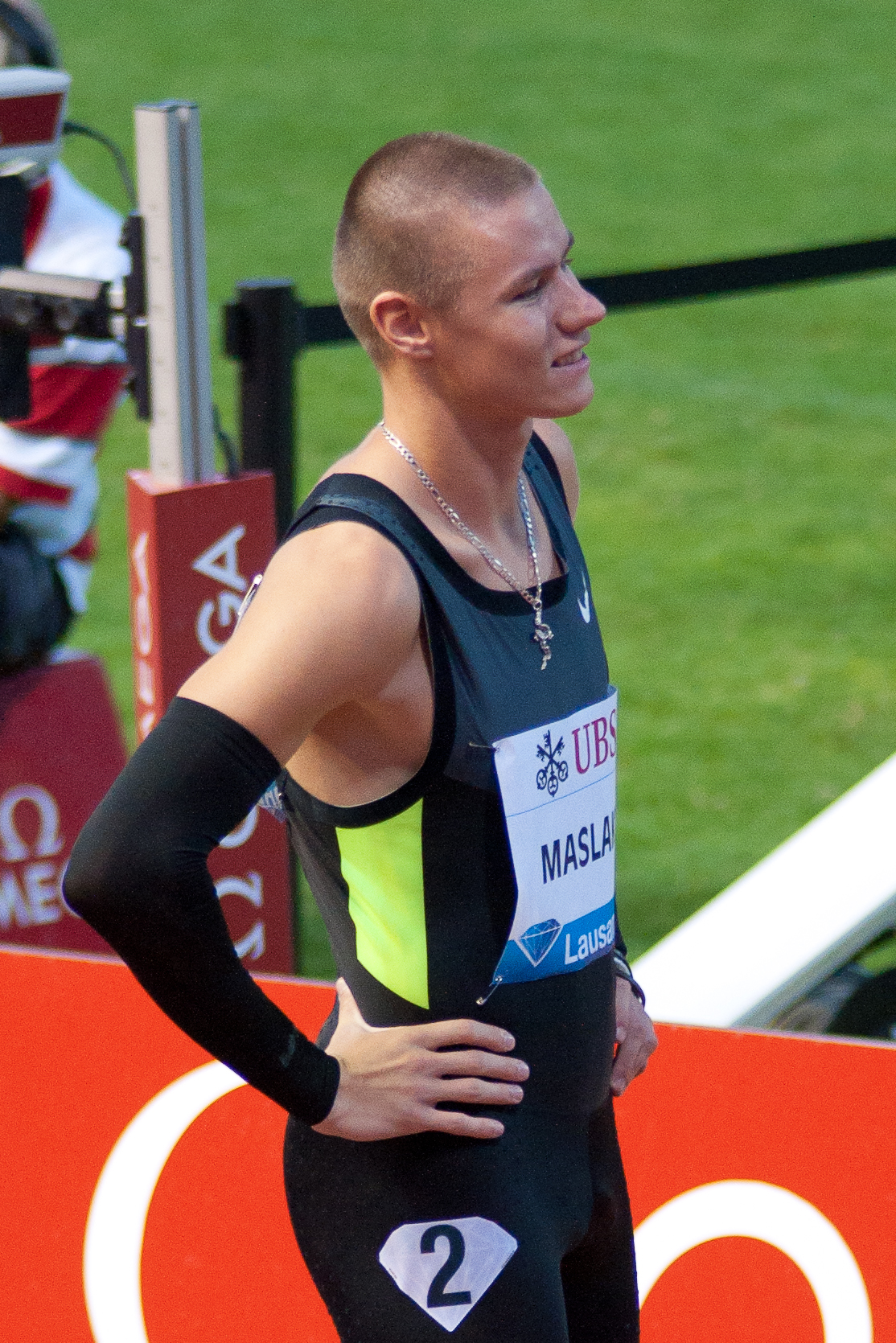
Pavel Maslák aan de start van de Athletissima in 2012.

| Jaar | 200 m outdoor | 400 m outdoor | 200 m indoor | 400 m indoor |
| ---- | ------------- | ------------- | ------------ | ------------ |
| 2006 | 23,14 s       | 50,41 s       |              |              |
| 2007 | 22,11 s       | 48,30 s       | 23,19 s      | 50,68 s      |
| 2008 | 21,40 s       | 47,60 s       | 22,22 s      | 48,82 s      |
| 2009 | 20,95 s       | 47,44 s       | 21,57 s      |              |
| 2010 | 21,05 s       | 46,89 s       | 21,39 s      | 48,76 s      |
| 2011 | 20,63 s       | 47,43 s       | 21,33 s      | 47,05 s      |
| 2012 | 20,59 s       | 44,91 s       |              | 46,14 s      |
| 2013 | 20,49 s       | 44,84 s       |              | 45,66 s      |
| 2014 | 20,63 s       | 44,79 s       | 20,52 s      | 45,24 s      |
| 2015 | 20,58 s       | 45,09 s       |              | 45,27 s      |
| 2016 | 20,65 s       | 45,33 s       | 20,78 s      | 45,44 s      |

## Palmares

### 100 m
- 2008: 31e in series WK U20 - 10,75 s

### 200 m
- 2009: 5e EK U20 - 21,19 s
- 2010: 7e WK U20 - 21,13 s
- 2011: 4e Europese Teamkamp. Super League - 20,91 s
- 2011:  EK U23 - 20,67 s
- 2011: 14e in ½ fin. WK - 20,87 s
- 2012: 25e in series OS - 20,67 s
- 2013:  EK U23 - 20,49 s
- 2013:  Europese Teamkamp. First League - 21,20 s

### 400 m
Kampioenschappen
- 2007: 25e in series WK voor B-junioren - 49,16 s
- 2011: 20e in series EK U23 - 48,14 s
- 2012: 5e WK indoor - 46,19 s
- 2012:  EK - 45,24 s
- 2012: 12e in ½ fin. OS - 45,15 s
- 2013:  EK indoor - 45,66 s
- 2013: 5e WK - 44,91 s
- 2014:  WK indoor - 45,24 s
- 2015:  EK indoor - 45,33 s
- 2015:  Europese Teamkamp. First League - 45,57 s
- 2016:  WK indoor - 45,44 s
- 2016: 3e in ½ fin. OS - 45,06 s
- 2017:  EK indoor - 45,77 s
- 2018:  WK indoor - 45,47 s
- 2021: 7e in ½ fin. OS - 47,01 s

Diamond League-podiumplekken
- 2013:  DN Galan – 45,33 s
- 2013:  Weltklasse Zürich – 44,91 s
- 2014:  Qatar Athletic Super Grand Prix – 44,79 s

### 4 x 100 m
- 2008: 11e in series WK U20 - 40,60 s
- 2009:  EK U20 - 39,57 s
- 2010: DNF in series WK U20
- 2013: 4e Europese Teamkamp. First League - 40,08 s

### 4 x 400 m
- 2007: 9e in series EK U20 - 3.13,37
- 2008: 19e in series WK U20 - 3.12,62
- 2011: 7e Europese Teamkamp. Super League - 3.06,76
- 2012: 5e EK - 3.02,72
- 2013:  EK indoor - 3.07,53
- 2013: 19e in series WK - 3.04,54
- 2015:  EK indoor - 3.04,09 (NR)
- 2015:  Europese Teamkamp. First League - 3.04,52
- 2017:  EK indoor - 3.08,60

### Zweedse estafette
- 2007: DQ in series WK voor B-junioren

## Onderscheidingen
- Europees talent van het jaar - 2012

- World Athletics: 14168565
- Nationale Bibliotheek van Tsjechië: xx0238392
- Virtual International Authority File: 4209156497228617740001